# Tournoi d'ouverture du championnat du Chili de football 2013
Navigation
Tournoi précédent Tournoi suivant
Le tournoi d'ouverture de la saison 2013 du Championnat du Chili de football est le premier tournoi de la quatre-vingt-unième édition du championnat de première division au Chili. 
La saison sportive est scindée en deux tournois saisonniers, Ouverture et Clôture, qui décernent chacun un titre de champion. Le fonctionnement de chaque tournoi est le même : l'ensemble des équipes est regroupé au sein d'une poule unique où elles affrontent les autres clubs une seule fois. Le vainqueur du tournoi d'Ouverture se qualifie pour la Copa Libertadores 2014 et est protégé de la relégation en fin de saison, tout comme le finaliste. Les équipes classées de la 2e à la 5e place s'affrontent lors de la Liguilla, qui attribue une place en Copa Libertadores pour le vainqueur et une place en Copa Sudamericana pour le finaliste.
La relégation est décidée à l'issue du tournoi de Clôture. Un classement cumulé des deux tournois est effectué et les deux derniers de ce classement sont relégués et remplacés par les deux meilleures équipes de Segunda Division, la deuxième division chilienne.
C'est le Club Deportivo O'Higgins qui remporte le tournoi après avoir battu en match d'appui le CD Universidad Católica, les deux clubs ayant terminé à égalité de points en tête du classement. C'est le tout premier titre de champion du Chili de l'histoire du club.

## Les clubs participants
| - Colo Colo - CD Universidad Católica - CF Universidad de Chile - Municipal Iquique - Deportes Antofagasta - Club de Deportes Cobreloa - Club Deportivo Huachipato - Union La Calera - Club Deportivo O'Higgins | - Club de Deportes Cobresal - Unión Española - Audax Italiano - Club Deportivo Palestino - Deportivo Ñublense - CD Everton de Viña del Mar - Santiago Wanderers - CD Universidad de Concepción - Promu de Segunda División - CSD Rangers |

## Compétition
Le barème utilisé pour établir le classement est le suivant :
- Victoire : 3 points
- Match nul : 1 point
- Défaite : 0 point

### Phase régulière

#### Classement
Seuls les huit premiers se qualifient pour la seconde phase.
| Rang | Équipe                     | Pts | J  | G  | N | P  | Bp | Bc | Diff |
| ---- | -------------------------- | --- | -- | -- | - | -- | -- | -- | ---- |
| 1    | CD Universidad Católica    | 39  | 17 | 12 | 3 | 2  | 37 | 13 | +24  |
| 2    | Club Deportivo O'Higgins   | 39  | 17 | 12 | 3 | 2  | 28 | 13 | +15  |
| 3    | Unión EspañolaT            | 28  | 17 | 9  | 1 | 7  | 21 | 15 | +6   |
| 4    | CF Universidad de Chile    | 27  | 17 | 7  | 6 | 4  | 31 | 16 | +15  |
| 5    | Club Deportivo Palestino   | 27  | 17 | 8  | 3 | 6  | 26 | 26 | 0    |
| 6    | Municipal Iquique          | 26  | 17 | 7  | 5 | 5  | 22 | 21 | +1   |
| 7    | Deportivo Ñublense         | 24  | 17 | 7  | 3 | 7  | 28 | 28 | 0    |
| 8    | Colo Colo                  | 24  | 17 | 7  | 3 | 7  | 22 | 23 | -1   |
| 9    | Club de Deportes Cobresal  | 24  | 17 | 7  | 3 | 7  | 18 | 25 | -7   |
| 10   | Club de Deportes Cobreloa  | 23  | 17 | 6  | 5 | 6  | 19 | 18 | +1   |
| 11   | Deportes Antofagasta       | 23  | 17 | 6  | 5 | 6  | 18 | 22 | -4   |
| 12   | Universidad de ConcepciónP | 22  | 17 | 5  | 7 | 5  | 21 | 19 | +2   |
| 13   | Santiago Wanderers         | 21  | 17 | 5  | 6 | 6  | 20 | 25 | -5   |
| 14   | Audax Italiano             | 17  | 17 | 4  | 5 | 8  | 23 | 25 | -2   |
| 15   | CD Everton de Viña del Mar | 16  | 17 | 5  | 1 | 11 | 16 | 29 | -13  |
| 16   | Unión La Calera            | 15  | 17 | 3  | 6 | 8  | 15 | 24 | -9   |
| 17   | CSD Rangers                | 15  | 17 | 4  | 3 | 10 | 20 | 32 | -12  |
| 18   | Club Deportivo Huachipato  | 13  | 17 | 3  | 4 | 10 | 6  | 20 | -14  |

|  | Qualification pour le barrage pour le titre       |
|  | Qualification pour la Liguilla                    |
|  | T : Tenant du titre P : Promu de Segunda Division |

- L'Unión Española ne peut pas participer à la Liguilla puisqu'elle est déjà qualifiée pour la Copa Libertadores 2014 après son titre lors du tournoi de transition 2013.

### Matchs
| Résultats (▼dom., ►ext.)     | AUD | COB | CSL | COL | DAF | DIQ | EVE | HUA | ÑUB | O'HI | PAL | RAN | SWA | UE  | ULC | UNCA | UNCH | UNCO |
| Audax Italiano               |     | 1-1 |     | 4-0 | 3-4 |     | 4-1 |     | 0-2 | 1-1  |     | 2-0 |     | 0-2 |     |      |      |      |
| Club de Deportes Cobreloa    |     |     | 2-0 |     |     | 2-3 | 1-2 |     |     |      |     | 2-1 | 2-1 |     | 1-0 |      | 2-2  | 2-0  |
| Club de Deportes Cobresal    | 3-1 |     |     | 3-1 | 2-0 | 0-0 |     | 1-0 |     | 0-4  |     |     | 1-1 |     |     |      |      | 1-0  |
| Colo Colo                    |     | 2-1 |     |     |     | 4-1 | 0-1 |     | 2-0 |      | 0-1 |     |     | 0-2 | 2-0 |      | 3-2  |      |
| Deportes Antofagasta         |     | 0-0 |     | 1-1 |     | 1-2 | 2-0 | 1-0 |     |      |     | 0-2 |     | 1-0 |     | 2-0  |      | 1-1  |
| Municipal Iquique            | 2-1 |     |     |     |     |     |     | 1-1 | 4-1 | 0-1  | 0-1 |     |     | 2-1 | 2-1 | 2-2  | 0-3  |      |
| CD Everton de Viña del Mar   |     |     | 0-1 |     |     | 1-0 |     | 2-3 |     |      | 0-2 | 3-1 |     | 1-2 |     | 0-2  | 2-1  | 2-3  |
| Club Deportivo Huachipato    | 2-1 | 0-0 |     | 0-0 |     |     |     |     |     |      | 0-2 |     | 0-1 |     | 0-1 | 0-4  |      | 0-0  |
| Deportivo Ñublense           |     | 1-1 | 2-1 |     | 2-1 |     | 1-0 | 3-1 |     |      |     |     | 2-3 | 0-2 |     |      | 2-2  |      |
| Club Deportivo O'Higgins     |     | 1-0 |     | 2-3 | 2-1 |     | 1-1 | 1-0 | 1-0 |      | 0-1 |     |     | 1-0 |     |      |      |      |
| Club Deportivo Palestino     | 1-2 | 2-0 | 2-1 |     | 0-1 |     |     |     | 3-6 |      |     |     | 2-2 |     | 1-1 | 3-6  | 1-1  |      |
| CSD Rangers                  |     |     | 1-2 | 0-3 |     | 0-0 |     | 1-0 | 0-3 | 3-4  | 2-3 |     |     | 1-1 | 2-2 |      |      |      |
| Santiago Wanderers           | 0-0 |     |     | 0-0 | 1-1 | 0-2 | 3-0 |     |     | 2-2  |     | 0-3 |     |     |     |      |      | 2-1  |
| Unión Española               |     | 0-1 | 4-1 |     |     |     |     | 0-2 |     |      | 2-1 |     | 3-1 |     | 1-0 | 0-1  | 0-2  |      |
| Unión La Calera              | 1-1 |     | 1-1 |     | 1-1 |     | 2-0 |     | 2-1 | 1-2  |     |     | 1-3 |     |     | 0-2  | 0-3  |      |
| CD Universidad Católica      | 1-1 | 2-1 | 3-0 | 1-0 |     |     |     |     | 3-0 | 1-2  |     | 5-1 | 2-0 |     |     |      |      | 1-1  |
| CF Universidad de Chile      | 2-0 |     | 3-0 |     | 5-0 |     |     | 1-0 |     | 1-1  |     | 0-1 | 2-2 |     |     | 0-1  |      | 1-1  |
| CD Universidad de Concepción | 2-1 |     | 4-1 |     |     | 1-1 |     |     | 2-2 | 0-1  | 2-0 | 2-1 |     | 0-1 | 1-1 |      |      |      |

#### Match pour le titre
| 10 décembre 2013 | CD Universidad Católica | 0 - 1 | Club Deportivo O'Higgins   | Estadio Nacional de Chile, Santiago           |                                               |
| 19:30            |                         |       | Pablo Hernández 34e (pen.) | Spectateurs : 40 000 Arbitrage : Jorge Osorio | Spectateurs : 40 000 Arbitrage : Jorge Osorio |

### Liguilla
Le CD Universidad Católica, finaliste malheureux pour le titre, rejoint les clubs classés de la 3e à la 5e place de la phase régulière. Le vainqueur de la Liguilla se qualifie pour la Copa Libertadores 2014, le finaliste obtient son billet pour la Copa Sudamericana 2014.
|  | Demi-finales                 | Demi-finales          | Demi-finales |                             |   | Finale | Finale | Finale |  |
|  |                              |                       |              |                             |   |        |        |        |  |
|  | 13 et 16 décembre 2013       |                       |              |                             |   |        |        |        |  |
|  |                              |                       |              |                             |   |        |        |        |  |
|  | (4) CF Universidad de Chile  | 1                     | 3            |                             |   |        |        |        |  |
|  | (4) CF Universidad de Chile  | 1                     | 3            | 19 et 22 décembre 2013      |   |        |        |        |  |
|  | (5) Club Deportivo Palestino | 1                     | 1            |                             |   |        |        |        |  |
|  | (5) Club Deportivo Palestino | 1                     | 1            | (4) CF Universidad de Chile | 1 | 4      |        |        |  |
|  | 13 et 16 décembre 2013       |                       |              | (4) CF Universidad de Chile | 1 | 4      |        |        |  |
|  |                              | (6) Municipal Iquique | 0            | 0                           |   |        |        |        |  |
|  | (2) CD Universidad Católica  | (6) Municipal Iquique | 0            | 0                           | 2 | 1 (2)  |        |        |  |
|  | (2) CD Universidad Católica  |                       |              |                             | 2 | 1 (2)  |        |        |  |
|  | (6) Municipal Iquique tab    | 2                     | 1 (3)        |                             |   |        |        |        |  |

## Bilan du tournoi
| Championnat du Chili de football 2013 |                                      |
| Champion                              | Club Deportivo O'Higgins (1er titre) |
| Qualifications continentales          |                                      |
| Copa Libertadores 2014                | Club Deportivo O'Higgins             |
| Copa Libertadores 2014                | CF Universidad de Chile              |
| Copa Sudamericana 2014                | Municipal Iquique                    |
| Promotions et relégations             |                                      |
| Promus en Primera División            | Aucun                                |
| Relégués en Segunda División          | Aucun                                |